# Leptodactylus riveroi
Leptodactylus riveroi és una espècie de granota que viu al Brasil, Colòmbia, Veneçuela i, possiblement també, al Perú.
Està amenaçada d'extinció per la pèrdua del seu hàbitat natural.